# Charming
Charming (Brasil: Encantado / Portugal: Príncipe Bué Encantado) é um filme de animação canado-norte-americano de 2019, dos gêneros fantasia e comédia musical, dirigido e escrito por Ross Vennokur, com roteiro baseado em contos de fada. 
O filme conta com as vozes de Demi Lovato, Wilmer Valderrama, Avril Lavigne, G.E.M, Ashley Tisdale, Sia, John Cleese e Nia Vardalos.

## Enredo
O filme explora as histórias inéditas de Branca de Neve, Cinderela e Bela Adormecida que descobrem que todas elas são encantadas pelo mesmo Príncipe Encantado. Sob o feitiço de uma Rainha, Príncipe Encantado, deve ir numa viagem épica para encontrar o seu amor verdadeiro.

## Elenco
| Personagem                | Voz Original      | Dublador(a)       |
| ------------------------- | ----------------- | ----------------- |
| Leonora Quinonez          | Demi Lovato       | Larissa Manoela   |
| Príncipe Felipe Encantado | Wilmer Valderrama | Leonardo Cidade   |
| Meio Oráculo              | Sia               | Cidalia Castro    |
| Branca de Neve            | Avril Lavigne     | Mary Minoboli     |
| Cinderela                 | Ashley Tisdale    | Gaby Milani       |
| Bela Adormecida           | G.E.M.            | Victória Kühl     |
| Nemeny Neverwish          | Nia Vardalos      | Alessandra Araújo |
| Fada-Madrinha             | John Cleese       | Ulisses Bezerra   |
| Steve Aoki                | DJ Matilija       | Ulisses Bezerra   |

## Produção
Em 18 de Setembro de 2014, foi anunciado que os produtores John H. Williams e Henry Skelsey estavam em desenvolvimento do primeiro filme da companhia fundada por eles "3QU Media", em parceria com a Vanguard Animation, e em associação com o novo estúdio de animação Cinesite. Também foi divulgado que Ross Venokur seria o diretor e roteirista, e que o orçamento do filme seria menos de 20 milhões de dólares. Em 19 de Fevereiro de 2015, Demi Lovato foi convidada para dublar a personagem Lenore, e também para produzir algumas músicas para a trilha sonora.
Em 5 de Agosto de 2015, Avril Lavigne, Ashley Tisdale e G.E.M. juntaram-se ao elenco para dar voz as personagens, Branca de Neve, Cinderela e Bela Adormecida, respectivamente. Wilmer Valderrama fez o príncipe encantado, em 16 de Setembro de 2015.
Em 28 de junho de 2017, foi relatado que uma empresa de distribuição recém-lançada "Smith Global Media", havia adquirido os direitos de distribuição do filme.

## Trilha sonora
Em novembro de 2015, foi anunciado que Lovato seria responsável pela produção executiva da trilha sonora. A cantora e compositora australiana Sia escreveu duas músicas; "Magical" e "Balladino", que foram cantadas pela própria Sia e pela Demi. O integrante da banda Fall Out Boy, Patrick Stump escreveu uma música chamada "Trophy Boy", que gravada por Lavigne, Tisdale e G.E.M.